# Comignago
Comignago est une commune italienne de la province de Novare dans la région du Piémont en Italie.

## Géographie
Comignago est un village de la province de Novare situé près de la partie sud du lac Majeur. Il se trouve dans une région vallonnée, riche en eau . Au fil des siècles, la région a été une importante zone de transit entre le lac Majeur et le lac d'Orta.

## Histoire
Le nom de Comignano dérive de « Cominia », une famille romaine connue à Rome à l'époque des Tarquini qui, pendant la période de la colonisation de la zone gallo-ligure, se sont installés à Comignago en construisant au centre d'une résidence qui deviendra ensuite l'abbaye du Saint-Esprit.
De nombreuses tombes sont liées à une période allant du Ier siècle av. J.-C. au IVe siècle, elles mettent par conséquent en évidence une première appropriation pré-romaine de type gallo-ligure. Après la chute de l'Empire romain, la région est passée sous la juridiction des moines. Au cours du Moyen Âge, le premier parchemin qui évoque de Comignago est daté de 1046.
En 1413 Comignago est associée à la succession de Borgo Ticino attribué au Visconti. Plus tard, en 1447 le duc Philippe Marie Visconti en confie la succession à Vitaliano Borromeo.
Comignago fut pendant des siècles la résidence de la famille noble de Zaffira, qui possédait un palais sur une petite colline en face de l'église Saint-Jean-Baptiste

## L'abbaye du Saint-Esprit
Sur la base de ce qui est contenu dans les manuscrits médiévaux en 1282, les frères de l'Ordre des Umiliati, qui vivaient dans l'abbaye, ont construit la tour qui allait servir de clocher.
Depuis l'Ordre a été supprimé en 1571 et jusqu'à la fin du XVIIIe siècle, l'abbaye appartenait au cardinal Scipione Caffarelli-Borghese puis à Agostino Cusani, Carlo Francesco Durini, Aloisio Omodei et Lorenzo Raggi. En 1798, le monastère a été vendu à la famille du propriétaire actuel.

## Administration
| Période                                  | Période  | Identité             | Étiquette    | Qualité |
| ---------------------------------------- | -------- | -------------------- | ------------ | ------- |
| 16/05/2011                               | en cours | Piero Giuseppe David | Lista Civica |         |
| Les données manquantes sont à compléter. |          |                      |              |         |

### Communes limitrophes
Arona (Italie), Borgo Ticino, Castelletto sopra Ticino, Dormelletto, Gattico, Oleggio Castello, Veruno